# Ulf von Euler
Ulf Svante von Euler (Stockholm, 1905. február 7. – Stockholm, 1983. március 9.) svéd fiziológus és farmakológus. 1970-ben elnyerte a fiziológiai és orvostudományi Nobel-díjat az ingerületátvivő anyagok kutatásában elért eredményeiért.

## Tanulmányai
Ulf von Euler 1905. február 7-én született Stockholmban, neves tudósdinasztiában. Apja a német születésű Hans von Euler-Chelpin, a Stockholmi Királyi Egyetem kémiaprofesszora volt, aki 1929-ben elnyerte a kémiai Nobel-díjat. A család távoli rokona volt Leonhard Euler híres 18. századi svájci matematikus is. Anyja, a botanikával és geológiával foglalkozó Astrid Cleve volt az első svéd nő, aki természettudományos doktori fokozatot szerzett; az ő apja, Per Tender Cleve fedezte fel az erbium, túlium és holmium kémiai elemeket. Keresztapja az 1903-as kémiai Nobel-díj tulajdonosa, Svante August Arrhenius volt.
Iskoláit Stockholmban és Karlstadban végezte, 1922-ben pedig beiratkozott a Karolinska Intézet orvosi szakára. Egyetemi kutatásainak vezetője Robin Fåhraeus volt, aki a vérsüllyedésnek és a reológiának volt elismert szakértője. Von Eulernek a lázas betegek vérének érszűkítő tulajdonságairól írt dolgozata díjat is nyert. 1926-tól a farmakológus Göran Liljestrandnak lett az asszisztense. 1930-ban megvédte doktori disszertációját; ezt követően a Karolinska Intézetben kapott adjunktusi állást.

## Pályafutása
Von Euler 1939-ben nevezték ki az élettan professzorának; ezt a posztot egészen 1971-ig betöltötte. Jelentős időt töltött külföldön, különösen pályája kezdetén. 1930-31-ben A Rockefeller Alapítvány ösztöndíjával végiglátogatta az angol Henry Dale, a belga Corneille Heymans és a német Gustav Embden laboratóriumait. Dale-nél sikerült izolálnia az ún. "P-anyagot", amely a kísérleti nyulakban bélösszehúzódást indukált és csökkentette a vérnyomást. Megállapította, hogy egy peptid, kidolgozta tisztításának módját. Ma a P-anyagot az elsőként felfedezett neuropeptidként ismerik el. 1934-ben Archibald Hill-lel, 1946-47-ben Bernardo Houssay-jel dolgozott együtt.
Miután visszatért Svédországba, 1935-ben a birka ondóhólyagjából újabb bioaktív vegyületet izolált, amelyet prosztaglandinnak nevezett el. Elvégezte kémiai jellemzését, megállapította a szervezetbeni elhelyezkedését és tisztításának módját. A prosztaglandinokról ma már tudjuk, hogy hormonhatással rendelkeznek és a különféle szövetekben más-más hatást fejthetnek ki. 1942-ben felfedezte a piperidint, 1946-ban pedig a noradrenalint.
Az már korábban is ismert volt, hogy az idegsejtek szinapszisaiban kémiai anyagok viszik tovább az ingerületet. Henry Dale és Otto Loewi munkája nyomán ismert volt, hogy az egyik ilyen anyag az acetilkolin. Az 1940-es évek elején úgy gondolták, hogy a szimpatikus idegrendszer neurotranszmittere az adrenalin. Von Eluernek gondos, szisztematikus munkával sikerült kivonnia az idegvégződésekből az ingerületátvivő vegyületet, amelynek kémiai analízise kimutatta, hogy az az adrenalinhoz nagyon hasonló, attól csak egy metilcsoportban eltérő anyag, amelyet von Euler noradrenalinnak nevezett el. Kimutatta, hogy valamennyi, a szimpatikus idegrendszer által beidegzett szervben és szövetben megtalálható és ha az idegkapcsolatot elvágják, a noradrenalin eltűnik ezekből.
Von Euler későbbi tudományos munkája nagyrészt a noradrenalin szabályozásának és biológiai hatásainak kutatására irányult. Munkatársaival együtt felfedezte, hogy a noradrenalin mennyisége megnövekszik a vérnyomás emelkedéskor, izommunka vagy stressz hatására. Kimutatta például, hogy az ejtőernyős ugrás után jelentősen megnő a katonák noradrenalinszekréciója. Az idegvégződéseket és a környező szöveteket homogenizálva és centrifugálva sikerült elkülönítenie azokat a "granuláris testeket" amelyekben a sejt a noradrenalint tárolja. 1970-re teljesen feltárta a vegyület útját onnantól kezdve, hogy tirozinból megtörténik a szintézise, granulumokban tárolódik, a monoamin-oxidáz enzim oxidálja, kibocsátják a szinapszisba, majd a katekol-O-metiltranszferáz enzim inaktiválja.
1953 és 1960 között von Euler a Nobel-díj Bizottság orvostudományi részlegének tagja volt, 1961-től 1965-ig pedig a titkára. Ezután a Nobel Alapítvány igazgatótanácsának elnöki posztját töltötte be.
Ulf von Euler 1970-ben Bernard Katzcal és Julius Axelroddal megosztva orvostudományi Nobel-díjban részesült "az idegvégződések humorális transzmittereinek és azok tárolási, felszabadítási és inaktivációs mechanizmusának felfedezése" miatt.

## Elismerései
- 1953 Carl Ludwig-érem (Németország)
- 1961 A Gardner Alapítvány díja (Kanada)
- 1965 Jahre-díj (Norvégia)
- 1967 Stouffer-díj (USA)
- 1969 Schmiedeberg-plakett (Németország)
- 1970 La Madonnina (Olaszország)
- 1970 Fiziológiai és orvostudományi Nobel-díj

Tagja volt a Svéd és a Dán Királyi Tudományos Akadémiáknak, a német Leopoldinának, a barcelonai Királyi Orvostudományi Akadémiának, a brit Royal Society-nek és az Amerikai Filozófiai Társaságnak. Az Umeå-i, Rio de Janeiro-i, Dijoni, Genti, Tübingeni, Buenos Aires-i, Edinburgh-i, Madridi Egyetemek és az amerikai Gustavus Adolphus College adományozott neki díszdoktori címet. 1965 és 1971 között von Euler volt az Élettani Tudományok Nemzetközi Szövetségének alelnöke.

## Családja
Ulf von Euler 1930-ban házasodott össze Jane Sodenstiernával, akitől négy gyereke (Leo, Christopher, Ursula és Marie) született. 1957-ben elváltak, a következő évben pedig feleségül vette Dagmar Cronstedt grófnőt.
Von Eulert kiváló tanárnak tartották, aki mindig arra biztatta tanítványait, hogy őrizkedjenek a dogmáktól és próbáljanak ki új ötleteket. Egyik mondása szerint: "mindig meg kell őriznünk a gondolat szabadságát és emlékeznünk kell arra, hogy az eretnekség bizonyos mértékig a lelki élet egészségének a jele".
Von Euler 1983. március 9-én halt meg Stockholmban, egy szívműtét után fellépő komplikáció következtében.